# 9. marinski polk (ZDA)
Za druge 9. polke glejte 9. polk.
9. marinski polk (angleško 9th Marine Regiment) je bivši marinski polk Korpusa mornariške pehote ZDA.
Deloval je v sestavi 3. marinske divizije in III. marinske ekspedicijske sile. Trenutno so polkovni trije bataljoni razdeljeni med 3 druge polke.

## Organizacija
- Štabna četa
- 1. bataljon 9. marinskega polka (dodeljen 8. marinskemu polku)
- 2. bataljon 9. marinskega polka (dodeljen 6. marinskemu polku)
- 3. bataljon 9. marinskega polka (dodeljen 2. marinskemu polku)